# Бумеранг (радио)
Вижте пояснителната страница за други значения на Бумеранг.
Радио Бумеранг излъчва радиопредавания от 27 януари 1996 г. за Габрово, Велико Търново и Севлиево на честота 101,7 MHz.
Предавателят РТПС „Бумеранг ФМ“ с мощност 168 W се намира на хълма „Петкова нива“.
Предавания
- Сутрешно шоу
- На скорост
- Ретро грамофон
- BG топ 100
- Кречетало